# Nisshin (Schiff, 1942)
Die Nisshin (jap. 日進) war ein Seeflugzeugträger der Kaiserlich Japanischen Marine, der im Zweiten Weltkrieg zum Einsatz kam.

## Geschichte

### Entwicklungsgeschichte
Am 22. April 1930 wurde der Londoner Flottenvertrag unterzeichnet, dieser legte gegenüber den Vertragsstaaten fest, dass das Moratorium zum Bau von Großkampfschiffen des Washingtoner Flottenvertrags verlängert wird sowie neue bzw. erweiterte qualitative wie quantitative Grenzen für Großkampfschiffe (Schlachtschiffe bzw. -kreuzer), Flugzeugträger, Kreuzer, Zerstörer und U-Boote eingeführt werden.
Da die Kaiserlich Japanische Marine mit diesem unzufrieden war und ein Unterlegenheitsverhältnis zur amerikanischen wie auch zur britischen Marine bestand, suchte sie nach Möglichkeiten, diesen Nachteil in der präferierten Entscheidungsschlacht zu kompensieren. Eine Möglichkeit bestand im Einsatz von Kleinst-U-Booten, welche auf dem voraussichtlichen Anmarschweg der amerikanischen Schlachtflotte durch spezielle Transportschiffe ausgesetzt werden sollten. Da der mögliche Erfolg von einer entsprechenden Geheimhaltung abhing, musste die Existenz der Kleinst-U-Boote und der wirkliche Einsatzzweck ihrer Transportschiffe möglichst im Verborgenen bleiben.
Die japanische Marine plante und baute zunächst drei Schiffe im Rahmen des 2. Kreis-Bauprogramm (Maru 2 Keikaku) von 1934. Dies waren die beiden Schiffe Chitose und Chiyoda  der Chitose-Klasse, Planungsbezeichnung Seeflugzeugtender A, und das Einzelschiff Mizuhō, Planungsbezeichnung Seeflugzeugtender B. Im Gegensatz zu diesen drei Schiffen sollte die spätere Nisshin in Friedenszeiten zunächst als Minenleger eingesetzt und bei Erfordernis zum Kleinst-U-Boot-Träger umgebaut werden. Daher wurde das Schiff, welches als Baunummer 5 im Rahmen des 3. Kreis-Bauprogramm (Maru 3 Keikaku) von 1937 beauftragt wurde, auch als Minenleger A bezeichnet.
Die Entwurfsanforderungen, welche durch den Admiralstab gestellt wurden, waren:
- Große Abmessungen,
- Möglichkeiten des Umbaus in einen Kleinst-U-Boot-Träger,
- Mitnahme einer großen Anzahl an Seeflugzeugen in beiden Einsatzvarianten und
- Einsatzmöglichkeit als Schneller Tanker.
- Des Weiteren besteht die Möglichkeit der Planung des Umbaus in einen Leichten Flugzeugträger. (siehe: Chitose-Klasse).

Die Technische Abteilung des Marineministerium (jap. 艦政本部, kansei honbu, Kurzbezeichnung: 艦本 kampon) entwickelte daraufhin einen ersten Entwurf, welcher im Januar 1936 zur Diskussion vorgelegt wurde und im Juni im Grundentwurf H-9 gipfelte.
Da aber der Admiralstab seine Meinung über die Verwendung wechselte (Fertigstellung als Seeflugzeugträger statt als Minenleger), änderte die Technische Abteilung den Entwurf und legte ihn im November 1937 erneut vor.
Ende 1940 bzw. Anfang 1941, das Schiff war bereits im Bau, änderte der Admiralstab ein weiteres Mal seine Meinung zur Verwendung und wünschte nun den Umbau zum Kleinst-U-Boot-Träger. In Folge  dieser Änderung musste die Anzahl der mitgeführten Flugzeuge um die Hälfte reduziert werden, da Raum im Hangar für die Kleinst-U-Boote benötigt wurde, und die bisher geplante Anzahl von vier Katapulten wurde auf zwei reduziert.

### Bau
Der Bauauftrag für die spätere Nisshin wurde an die Marinewerft in Kure vergeben. Diese legte das Schiff am 2. November 1938 auf Kiel und der Stapellauf erfolgte ein Jahr später am 30. November 1939. Bedingt durch Planungsänderungen und wegen anderer Kriegsneubauten erfolgte die Indienststellung etwas erst am 27. Februar 1942 unter dem Kommando von Kaigun-taisa (Kapitän zur See) Komazawa Katsumi, welcher bereits seit dem 15. Oktober 1941 als sogenannter Oberster Ausrüstungsoffizier (jap. 艤装員長, gisō inchō) mit der Baubelehrung beauftragt gewesen war.

### Einsatzgeschichte
Nach der Indienstnahme wurde die Nisshin unter dem Kommando von Kaigun-Taisa Komazawa Katsumi zunächst in der japanischen Inlandsee eingesetzt. Dabei beteiligte sich das Schiff im März 1942 an der Bergung des Kleinst-U-Bootes A-3 (das vom Tender und späteren Geleitflugzeugträger Chiyoda stammte), das während eines Manövers in der japanischen Inlandsee nach einem Unfall gesunken war. Das Wrack konnte gefunden werden, aber für die drei Mann starke Besatzung kam jede Hilfe zu spät.
Im Mai 1942 wurde das Schiff für die anlaufende japanische Offensive gegen Midway herangezogen. Zu diesem Zweck erhielt die Nisshin zwölf Kleinst-U-Boote des Typs A, die auf dem Achterschiff und unter Deck für den Transport gelagert wurden. Nach der geplanten Eroberung von Midway hätten diese U-Boote die Verteidigung der Inselgruppe gegen etwaige amerikanische Gegenangriffe mit übernehmen sollen. Nach der schweren Niederlage der Japaner in der Schlacht um Midway wurde der Plan aber fallengelassen und die Nisshin mit den Kleinst-U-Booten nach Japan zurückbeordert.

#### Guadalcanal 1942

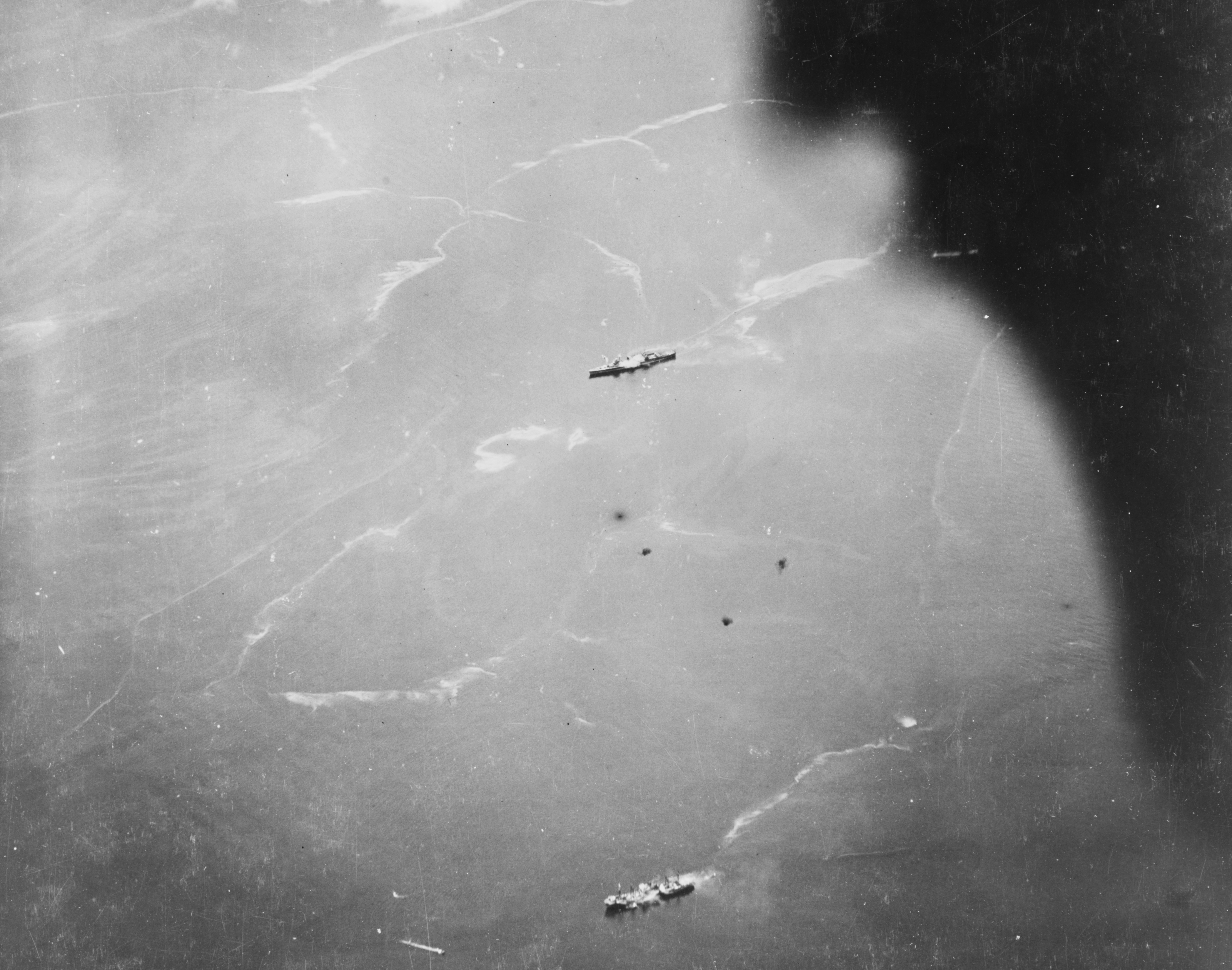
Die Nisshin (hinten) im Oktober 1942, während eines Tokyo Express.

Im September 1942 verlegte die Nisshin nach Kavieng (Papua-Neuguinea), um von dort aus an den Kämpfen gegen die im August 1942 auf Guadalcanal (Salomonen) gelandeten Alliierten teilzunehmen. Das Schiff führte dabei hauptsächlich Nachschub- und Truppentransportaufgaben durch, zumeist im Verband mit anderen schnellen Kriegsschiffen während der Nachtstunden (Tokyo Express). Während einer dieser Fahrten entging die Nisshin am 28. September 1942 vor der Insel Kokoda nur knapp einem Torpedoangriff des amerikanischen U-Bootes USS Sculpin, welches schließlich von einem Wasserflugzeug abgedrängt wurde. In manchen Publikationen wird zwar behauptet, dass die Nisshin torpediert worden sei, dies ist aber unwahrscheinlich, da das Schiff nur zwei Tage später zu einer neuerlichen Versorgungsfahrt aufbrach und weil in diesem kurzen Zeitraum die möglichen Schäden durch eine Torpedierung nicht hätten behoben werden können.
Im Oktober 1942 unternahm die Nisshin mehrere Fahrten nach Guadalcanal; sie transportierte dabei unter anderem 17 Feldgeschütze, darunter auch mehrere schwere 15-cm-Haubitzen und sieben 75-mm-Flugabwehrkanonen des Typs 88, Munition sowie knapp 1.100 Soldaten nach der umkämpften Insel. Zumeist wurde das Schiff dabei von Zerstörern oder anderen leichten japanischen Seestreitkräften gesichert.
Während einer dieser Missionen wurde die Nisshin Anfang Oktober 1942 bei einem (durch Radar geführten?) Nachtangriff amerikanischer Sturzkampfbomber nördlich Tassafaronga durch einen Nahtreffer mit einer 227-Kilogramm-Bombe leicht beschädigt. Personalverluste entstanden hierbei aber keine. Im November 1942 wurde die Nisshin schließlich aus den Kämpfen um Guadalcanal herausgenommen und nach Truk detachiert.

#### Kriegseinsätze 1943
In der ersten Hälfte des Jahres 1943 wurde die Nisshin, nachdem im Dezember 1942 mit Kaigun-Taisa Jotaro Ito ein neuer Kommandant an Bord gekommen war, zumeist als schneller Transporter zwischen den japanischen Heimathäfen und den Stützpunkten Truk und Rabaul eingesetzt. Dabei wurde das Schiff im Februar 1943 zudem in Kure einem kurzen Umbau unterzogen, in dessen Verlauf 18 zusätzliche 25-mm-Flak an Bord installiert wurden.
Im Juni 1943 verlegte die Nisshin nach dem Beginn einer großangelegten alliierten Offensive gegen Papua-Neuguinea und Rabaul (Operation Cartwheel) von Yokosuka nach Truk, um von dort aus Truppenverstärkungen nach Bougainville, der nördlichsten Insel der Salomonen, zu transportieren. Am 14. Juli 1943 traf das Schiff in Truk ein. Hier wurden 630 Soldaten, 22 leichte Panzer und Munition sowie Verpflegung an Bord genommen. Nach einem kurzen Aufenthalt in Rabaul (am 22. Juli) lief die Nisshin unter dem Schutz von drei Zerstörern in den Mittagsstunden von dort aus in Richtung Buin auf Bougainville aus.

### Untergang

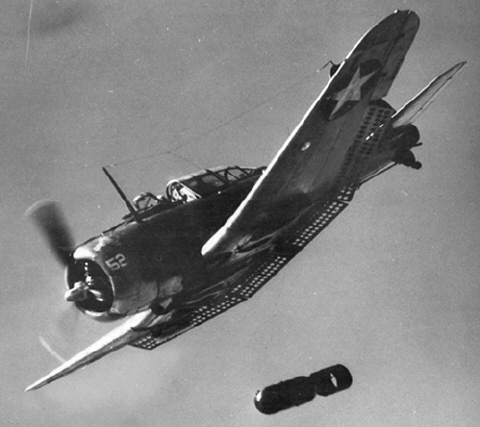
Eine Douglas SBD beim Bombenabwurf

Bereits kurz nach dem Auslaufen, etwa gegen 13:45 Uhr, wurde der Verband, dessen Marschroute und Aufgabe die amerikanische Funkaufklärung kurz zuvor hatte identifizieren können, in der Bougainville-Straße knapp 40 Seemeilen südwestlich von Buin überraschend von drei Wellen amerikanischer Sturzkampf- und Höhenbomber attackiert, darunter 34 Douglas SBD und zwölf schwere B-24-Bomber.
Innerhalb von 14 Minuten wurde die Nisshin von vier 227-Kilogramm- und zwei 454-Kilogramm-Bomben getroffen. Explodierendes Flugbenzin richtete dabei schwere Schäden an und verursachte große Verluste unter den Soldaten an Bord. Gegen 14:05 Uhr kenterte die Nisshin langsam nach Steuerbord und versank über das Vorschiff. Von Beginn des Luftangriffes bis zum Sinken des Schiffes waren gerade einmal rund 20 Minuten vergangen. Die Verluste waren sehr schwer: Von 1.263 Menschen an Bord (630 eingeschiffte Soldaten und 633 Mannschaftsangehörige) konnten nur 178 von den Begleitzerstörern, deren Rettungsabsichten zudem durch neuerliche Luftangriffe weitgehend verhindert wurden, gerettet werden. Unter den 1.085 Toten befand sich auch der Kommandant, Ito Jotaro.
Der Untergang der Nisshin war eine der opferreichsten Schiffsversenkungen während der gesamten Kämpfe um die Salomonen und Papua-Neuguinea im Zweiten Weltkrieg. Vor dem Hintergrund der Niederlage der Japaner dort und anderer Schiffsuntergänge, bei denen eine noch größere Anzahl von Menschen den Tod fand, geriet das Schicksal des Schiffes aber teilweise in Vergessenheit. Die Nisshin wurde am 10. September 1943 aus der Flottenliste der Schiffe der Kaiserlichen Japanischen Marine gestrichen.

## Name
Die Nisshin (日進) ist nach dem Panzerkreuzer gleichen Namens von 1904 das zweite Kriegsschiff einer japanischen Marine, welches diesen Namen trägt. Sie ist nach der Stadt Nisshin in der Präfektur Aichi auf Honshū benannt.

## Technische Beschreibung

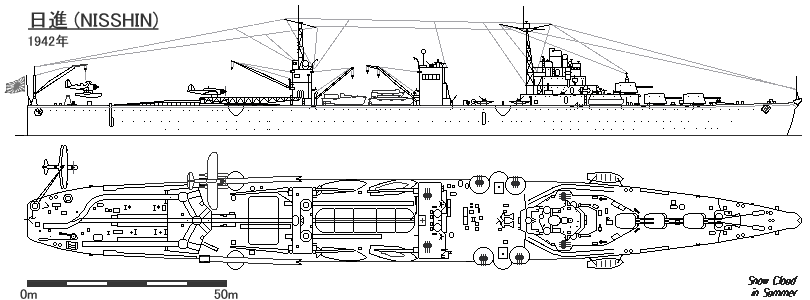
Zeichnung der Nisshin (1942)

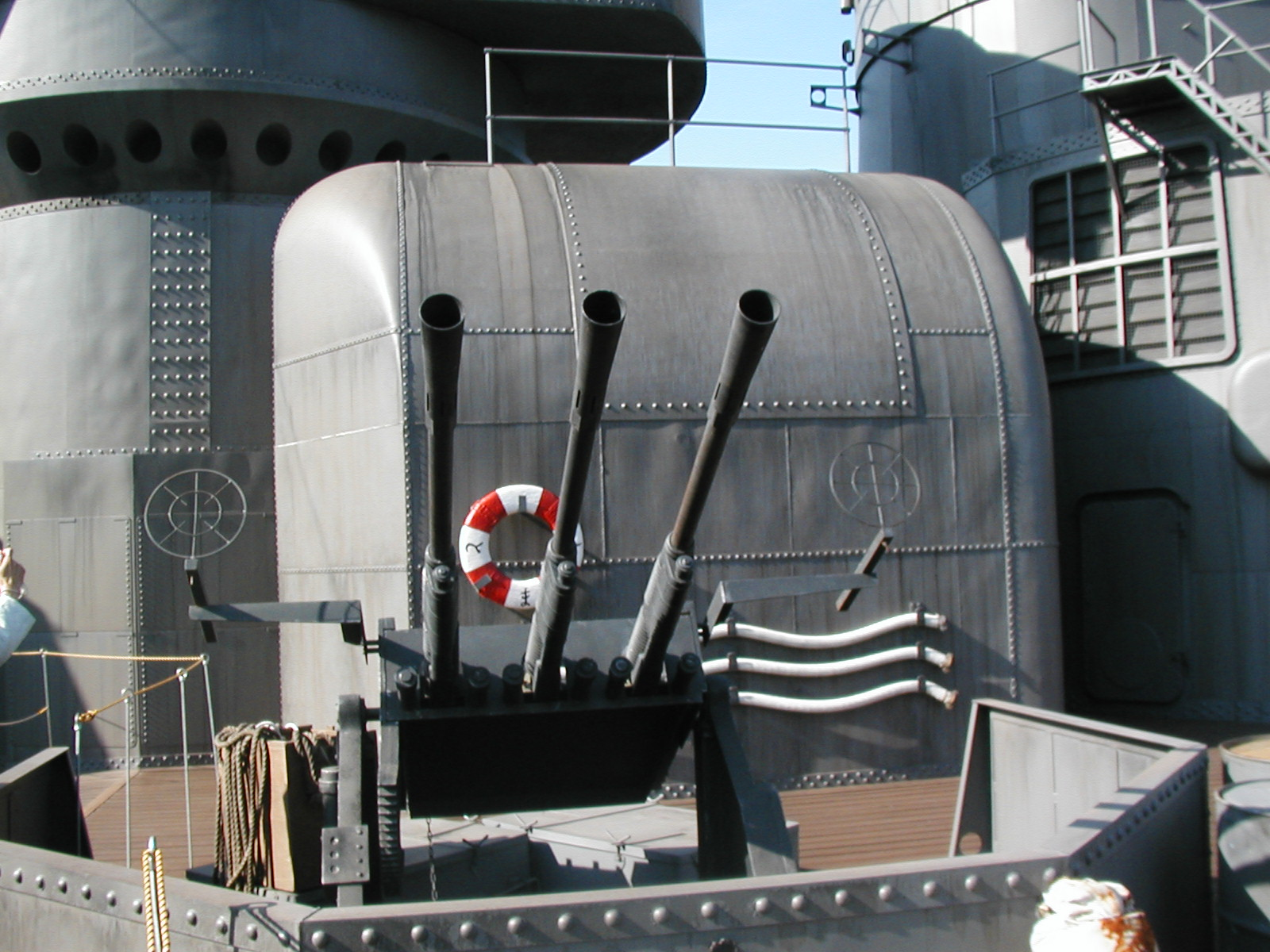
2,5-cm-Typ-96-Maschinenkanone in Drillingslafette der Kaiserlich Japanischen Marine.

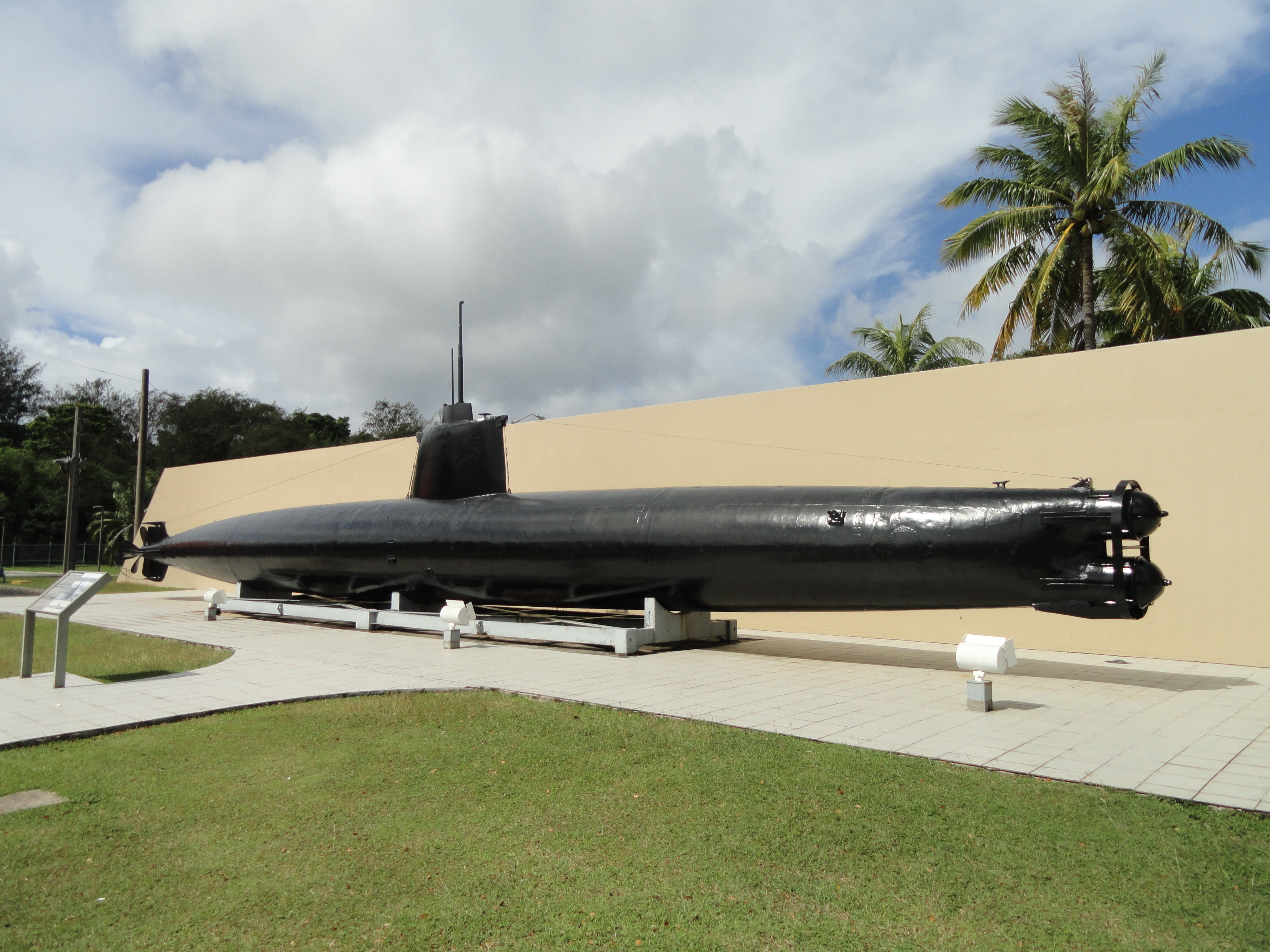
Kleinst-U-Boot Typ A.

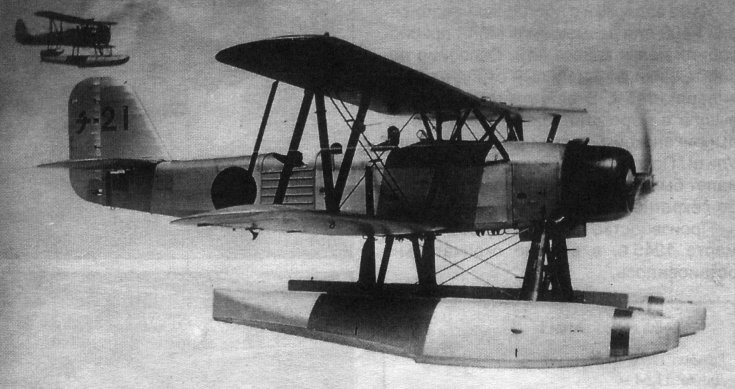
Flugzeug des Typs Kawanishi E7K im Flug.

### Rumpf
Der Rumpf der Nisshin wurde als Glattdecker mit Spiegelheck ausgeführt und war über alles 198,5 Meter lang, 21 Meter breit und hatte bei einer Einsatzverdrängung von 13.317 Tonnen einen Tiefgang von 7 Metern.

### Antrieb
Der Antrieb erfolgte durch sechs Dieselmotoren, vier 10-Zyl. (Modell 13 Typ 10) und zwei 12-Zyl. (Modell 13 Typ 2), mit welcher eine Gesamtleistung von 47.000 PS (34.568 kW) erreicht wurde. Diese Leistung wurde – je zwei Typ 10 und ein Typ 2 Dieselmotor wirkten mittels Vulkan-Kupplung und Getriebe – auf zwei Wellen mit je einer Schraube abgegeben. Die Höchstgeschwindigkeit betrug 26 Knoten (48 km/h) und die maximale Fahrstrecke 8.000 Seemeilen bei 16 Knoten.
Zum Betrieb des Bordstromnetzes war ein weiterer 450 kW starker Dieselgenerator vorhanden.

### Bewaffnung

#### Artillerie
Die Artilleriebewaffnung bestand aus sechs 14-cm-Seezielgeschützen mit Kaliberlänge 50 Typ 3. Dieses 1916 eingeführte Geschütz hatte eine Feuerrate von 6 bis 10 Schuss die Minute und eine Lebensdauer von 800 Schuss. Es konnte eine 38 Kilogramm schwere Granate bis zu 15,8 Kilometer weit schießen und war in drei 50 Tonnen schweren leicht gepanzerten Zwillingstürmen (Typ A2) untergebracht. Diese waren in Schiffsmittellinie auf dem Vorschiff aufgestellt, die ersten beiden hintereinander auf Deckhöhe und der dritte auf den Aufbauten vor dem Brückenaufbauten in einer überhöhten Position. Die elektrisch angetriebenen Türme hatten eine Seitenrichtgeschwindigkeit von 4° pro Sekunde, eine Höhenrichtgeschwindigkeit von 6° pro Sekunde und einen Höhenrichtbereich von −5° bis +35°.

#### Flugabwehr
Bei Indienststellung bestand die Flugabwehrbewaffnung aus achtzehn 2,5-cm-Maschinenkanonen Typ 96 in acht Doppellafetten und zwei Einzellafetten.
Die 2,5-cm-Maschinenkanonen verschossen im Einsatz rund 110 bis 120 Schuss pro Minute, die effektive Reichweite lag bei etwa 3 Kilometern bei 85° Rohrerhöhung. Die 1,1 Tonnen schweren Zwillingslafetten bzw. 785 Kilogramm schweren Einzellafetten waren um 360° drehbar und hatte einen Höhenrichtbereich von −10° bis +85°.
Bedingt durch die starken alliierten Luftstreitkräfte kam es zu einer Verstärkung der 2,5-cm-Geschütze, welche ab Anfang 1943 aus 36 Maschinenkanonen bestand (6 Drillings-, 8 Zwillings- und 2 Einzellafetten).

#### Minenlegeausrüstung
Zum Minenlegen konnten Minenlegeschienen an Oberdeck und weitere im Hangar eingerüstet werden, wobei die Minen aus diesem Hangar durch Schächte im Achterschiff (Spiegelheck) ausgelegt werden konnten. Die Transportkapazität betrug bis zu 700 Seeminen.

#### Kleinst-U-Boote
Beim Einsatz als Kleinst-U-Boot-Träger konnten bis zu zwölf Boote des Typ A (rund 24 m Länge, 46 t, zwei Mann Besatzung, zwei 45-cm-Torpedos) mitgeführt werden, welche über die Schächte im Achterschiff zu Wasser gelassen wurden.

### Feuerleitanlagen und Sensoren

#### Feuerleitanlage
Zur Feuerleitung stand ein Schnittbildentfernungsmesser mit Basislänge 4-Meter Typ 94 auf dem Brückenaufbau zur Verfügung. Des Weiteren waren zwei 110-cm Suchscheinwerfer vorhanden.

#### Sensoren
Zur Suche nach U-Booten war ein Echoortungssystem des Typs 93 und einem Hydrophon-Set vom Typ 93 eingerüstet. Dieses Hydrophon-Set bestand aus zwei Gruppen zu je acht Sensoren, eine Gruppe auf jeder Schiffsseite.

### Beiboote
Als Beiboote waren zwei 11-Meter-, zwei 12-Meter-, ein 8-Meter-Boot, ein 6-Meter-Verkehrsboot und ein 9-Meter-Kutter vorhanden.

### Flugtechnische Einrichtungen
Auf dem Achterschiff standen zwei Katapulte Typ 1 Nr. 2, Modell 11 für Seeflugzeuge sowie ein großer Hangar. Die Nisshin verfügte zudem über einen Aufzug mit den Abmessungen 12 m × 7,5 m, um Flugzeuge aus dem Schiffsinneren nach oben zu transportieren, und einen zweiten Hangar für Flugzeuge unterhalb des Decks. An Bord befanden sich ferner 900 Tonnen Flugbenzin. Die Flugzeugausrüstung umfasste bis zu 25 Flugzeuge (von denen 20 einsatzbereit waren und fünf sich eingelagert und teils zerlegt als Reserve unter Deck befanden), darunter Schwimmermaschinen vom Typ Kawanishi E7K, Nakajima E8N und Mitsubishi F1M.

### Besatzung
Die Besatzung der Nisshin hatte eine Stärke von 633 Offizieren, Unteroffizieren und Mannschaften. Üblicherweise befehligte ein Stabsoffizier im Rang eines Kaigun-taisa (Kapitäns zur See) das Schiff.

### Liste der Kommandanten
| Nr. | Name                             | Beginn der Amtszeit | Ende der Amtszeit | Bemerkungen                                            |
| --- | -------------------------------- | ------------------- | ----------------- | ------------------------------------------------------ |
| 1.  | Kapitän zur See Komazawa Katsumi | 27. Februar 1942    | 5. Dezember 1942  | seit dem 15. Oktober 1941 mit der Baubelehrung betraut |
| 2.  | Kapitän zur See Ito Jotaro       | 5. Dezember 1942    | 22. Juli 1943     |                                                        |